# Харис Хайдаревич
Харис Хайдаревич (босн. Haris Hajdarević; нар. 7 жовтня 1998, Сараєво, Боснія і Герцеговина) — боснійський футболіст, півзахисник сараєвського «Желєзнічара».

## Життєпис
Харис Хайдаревич народився 7 жовтня 1998 року в Сараєво. Вихованець молодіжної академії «Желєзнічара». З 2017 року переведений до першої команди. Дебютував у перщій команді 10 вересня 2017 року в переможному (2:0) домашньому поєдинку 7-го туру боснійської Прем'єр-ліги проти «Радника» (Бієліна). Харис вийшов на поле на 73-ій хвилині, замінивши Дженана Займовича. На даний час у Прем'єр-лізі зіграв 2 поєдинки.

## Досягнення
«Желєзнічар»
- Кубок Боснії і Герцеговини
  -  Володар (1): 2017/18